# Gare de Grisolles
La gare de Grisolles est une gare ferroviaire française de la ligne de Bordeaux-Saint-Jean à Sète-Ville située sur le territoire de la commune de Grisolles dans le département de Tarn-et-Garonne en région Occitanie.
Elle est mise en service en 1856 par la Compagnie des chemins de fer du Midi et du Canal latéral à la Garonne. 
C'est une halte voyageurs de la Société nationale des chemins de fer français (SNCF) desservie par des trains TER Occitanie.

## Situation ferroviaire
Établie à 110 mètres d'altitude, la gare de Grisolles est située au point kilométrique (PK) 229,518 de la ligne de Bordeaux-Saint-Jean à Sète-Ville, entre les gares de Dieupentale et de Castelnau-d'Estrétefonds.

## Histoire
La station de Grisolles est mise en service le 30 août 1856 par la Compagnie des chemins de fer du Midi et du Canal latéral à la Garonne, lorsqu'elle ouvre à l'exploitation la section de Valence-d'Agen à Toulouse.
En 1858, Grisolles est la 41e station du chemin de fer de Bordeaux à Cette, elle dessert la ville de Grisolles, qui compte 2 051 habitants, située à 27 km de Toulouse, 230 km de Bordeaux et 247 km de Cette.

### Fréquentation
En 2014, selon les estimations de la SNCF, la fréquentation annuelle de la gare était de 93 225 voyageurs.
De 2015 à 2022, selon les estimations de la SNCF, la fréquentation annuelle de la gare s'élève aux nombres indiqués dans le tableau ci-dessous.
| Année               | 2015   | 2016   | 2017   | 2018   | 2019   | 2020   | 2021   | 2022    | 2023    |
| ------------------- | ------ | ------ | ------ | ------ | ------ | ------ | ------ | ------- | ------- |
| Nombre de voyageurs | 92 928 | 93 638 | 94 720 | 76 716 | 88 875 | 76 876 | 98 061 | 121 958 | 136 951 |

## Service des voyageurs

### Accueil
Halte SNCF, c'est un point d'arrêt non géré (PANG) à accès libre, équipé d'automates pour l'achat de titres de transport.

### Desserte
Grisolles est desservie par les trains TER Occitanie des lignes :
- Toulouse - Montauban, à raison d'environ 2 trains par heure en heures de pointe et d'un train toutes les deux heures en heures creuses, le samedi et le dimanche. Le temps de trajet est d'environ 23 minutes depuis Toulouse-Matabiau et 18 minutes depuis Montauban-Villebourbon.
- Toulouse - Cahors - Brive, à raison d'un train toutes les deux heures tous les jours. Le temps de trajet est d'environ 23 minutes depuis Toulouse-Matabiau et 2 heures 10 minutes depuis Brive-la-Gaillarde.

### Intermodalité
Un parc pour les vélos et un parking pour les véhicules (100 places) y sont aménagés.
La ligne 814 du réseau régional liO dessert la gare, permettant des liaisons vers Castelsarrasin. 